# H/PJ-17型单管30毫米舰炮
H/PJ-17型单管30毫米舰炮（代号：HPJ17-1-30）是一款使用单管30毫米口徑的手自一体式舰载遙控武器及近迫武器系統（CIWS），亦是2011年出現的最後一款單管30毫米艦炮，发射30×165毫米机炮炮弹。

## 概述
H/PJ-17属于海上低成本、中低度威胁用途的轻型近距离武装，主要用于水面巡逻护航、近接与驻泊自卫等任务；除了用以打击近距离小型水面目标之以外，也具备有限度防空能力。
H/PJ-14与H/PJ-17极为相似，而差異在于前者为手动操作，而后者则加装了型号全新的LLP12A火控系统，并配备了雷达、光电信道和自动光电引导站。弹箱挂在武器站左侧。它具有两种操作模式，自动操作时用作近迫武器系統，手动操作时则如H/PJ-14般用作传统舰载机炮。
H/PJ-17的炮位右侧具有人工操作席，该操作席上具有以动力操炮的控制台，以摇杆控制高低俯仰，以踏板控制开火。人工操作席上方是瞄准仪目镜，可选择使用炮身左侧一个可旋转与俯仰的光电舱或直接瞄准仪进行观测瞄准。
H/PJ-17不仅自动化程度更高，还明显采用了稳身化的设计，並於炮口裝有消焰器。它亦可安装到小型舰艇以上用作主炮，具有良好的适装性。
H/PJ-17安装在多艘军舰，包括056A型导弹护卫舰、072B型大型坦克登陸艦和718工程遠洋油水乾貨補給船以上。

## 外部連結
- （简体中文）—海军360—H/PJ17型单管30mm舰炮（页面存档备份，存于）
- （简体中文）—万花镜—中国军舰上神秘火炮竟让国外同行们羡慕不已：没有它打不中的东西[永久]
- （简体中文）—中国054A舰换1130炮 火力超美舰密集阵一倍—国产H/PJ17 30mm单管舰炮[永久]